# Grinneröds landskommun
Grinneröds landskommun var en tidigare kommun i dåvarande Göteborgs och Bohus län.

## Administrativ historik
Kommunen inrättades i Grinneröds socken i Inlands Fräkne härad i Bohuslän när 1862 års kommunalförordningar trädde i kraft den 1 januari 1863.
Vid kommunreformen 1952 gick den upp i storkommunen Ljungskile landskommun som 1971 uppgick i Uddevalla kommun.